# Mazda Xedos 6
La Mazda Xedos 6, commercializzata anche con il marchio Eunos come Eunos 500 e con il marchio Xedos come Xedos 6, è un'autovettura prodotta dalla casa automobilistica giapponese Mazda dal 1992 al 1999.
Prima vettura ad essere marchiata come Xedos, in totale sono state prodotte circa 72 101 esemplari tra Xedos 6 ed Eunos 500.

## Descrizione

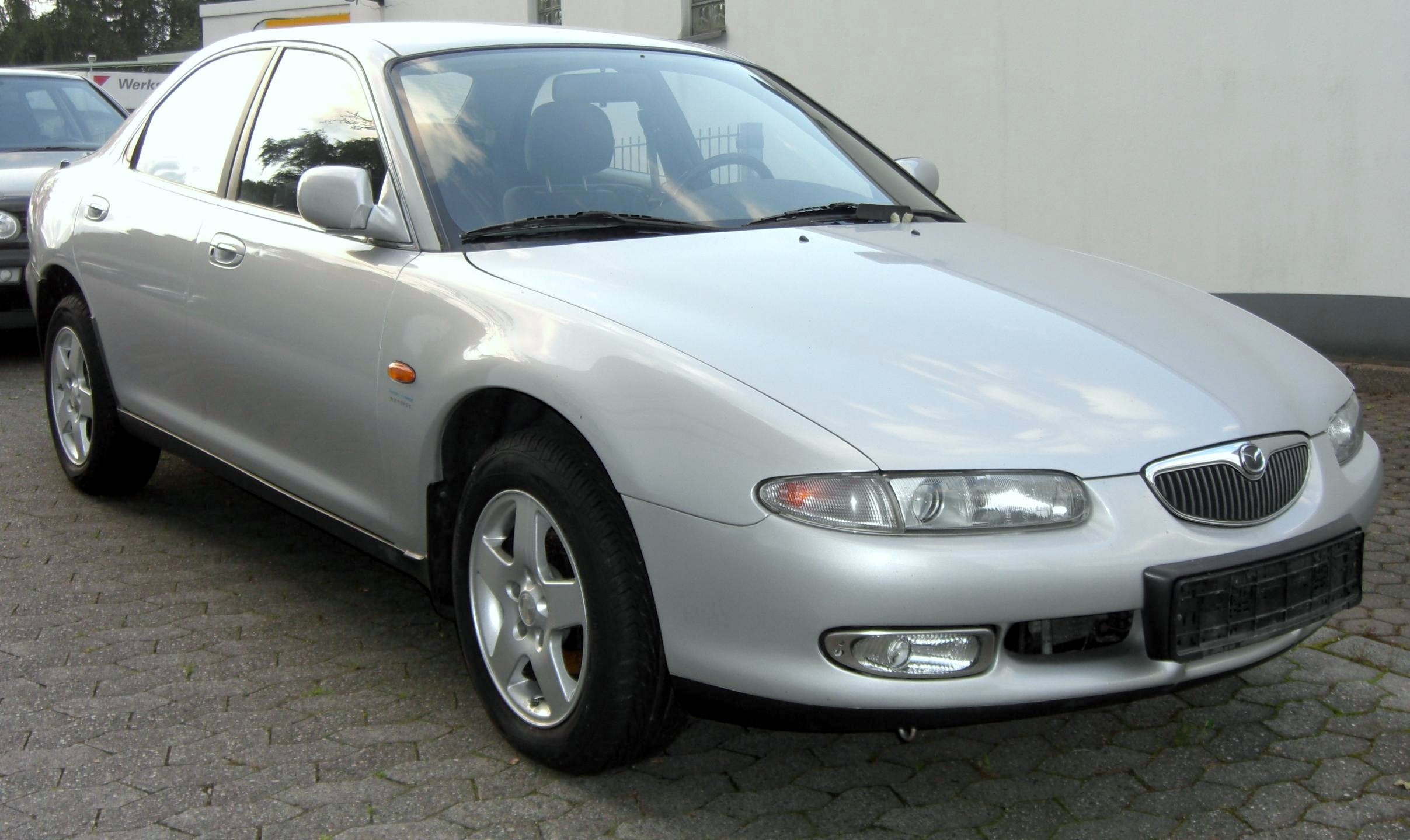
Xedos 6 restyling

La vettura, che venne presentata al Tokyo Motor Show del 1991, era basata sulla piattaforma Mazda CA già utilizzata anche dalla Mazda Capella. L'auto entrò in produzione nel gennaio 1992, venendo marchiata per il mercato giapponese e australiano con il nome di Eunos 500 (poiché erano venduta con il marchio Eunos e non con il marchio Mazda) e per quello britannico come Mazda Xedos 6. Le versioni con guida a sinistra della Xedos 6, destinate all'Europa continentale, furono prodotte dal 1993. 

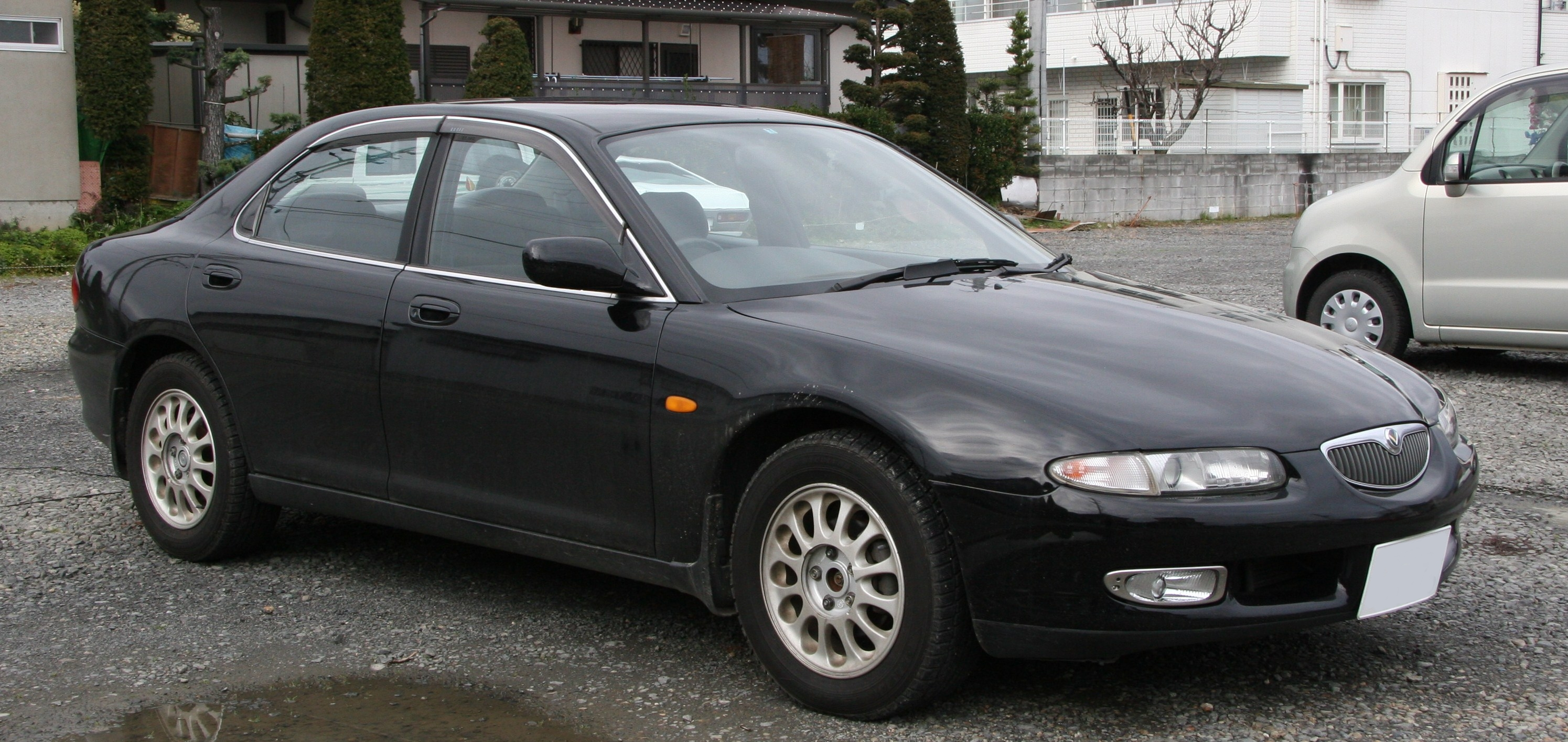
Eunos 500

Lo Xedos 6 era disponibile con due diverse motorizzazioni: un quattro cilindri in linea da 1,6 litri (disponibile in Europa dall'inizio della produzione, mentre nel Regno Unito dal 1993) e un V6 da 2 litri (disponibile ovunque dal lancio). Il motore da 1,6 litri produceva una potenza di 85 kW/116 CV, mentre il motore da 2 litri erogava 107 kW/146 CV. I modelli V6 erano in grado di raggiungere una velocità massima di 214 km/h (133 mph) con il cambio manuale e 201 km/h (125 mph) con quello automatico, mentre i modelli da 1,6 litri avevano una velocità massima di 184 km/h (114 mph) con cambio manuale e 175 km/h (109 mph) con quello automatico.
Nel 1993 al premio Auto dell'anno, si piazzò al quarto posto.

I motori subirono due pesanti aggiornamenti nel 1994 per soddisfare i nuovi standard sulle emissioni Euro 1, riducendo la potenza di 7 CV per il 1.6 e 4 CV per il 2 litri e di nuovo nel 1996 per soddisfare i nuovi standard Euro 2. Le versioni da 1,6 litri, così come il modello 2.0 Sport, furono tolte dalla produzione nel 1998, mentre l'anno seguente la vettura uscì definitivamente dai listini.
L'Eunos 500 utilizzava motori differenti e specifici per il mercato asiatico rispetto ai modelli europei. Il motore da 1,6 litri in Giappone era sostituito invece dal K8-ZE, un V6 da 1,8 litri, che produceva 140 CV e toccava una velocità massima di 195 km/h (121 mph). Il V6 da 2 litri era più potente grazie a una messa a punto più raffinata, erogando 160 CV e arrivavano ad una velocità massima di 205 km/h (127 mph). Nel 1994 venne introdotto un motore a quattro cilindri in linea da 1,8 litri con una potenza da 115 CV, mentre il motore V6 da 1,8 litri venne rimosso dalla gamma. Nel 1996, in seguito alla decisione di Mazda di chiudere il marchio Eunos, l'Eunos 500 fu rinominata Mazda Eunos 500 e rimase in produzione con quel nome fino al 1999.